# Il marchese di Roccaverdina (miniserie televisiva)
Il marchese di Roccaverdina è una miniserie televisiva italiana composta da tre puntate.

## La fiction
Questa miniserie televisiva venne trasmessa in prima visione dal 25 giugno al 9 luglio 1972. In quel periodo, in Italia le fiction televisive venivano indicate con l'espressione "sceneggiato televisivo", e la RAI realizzava esclusivamente miniserie TV e film TV, che venivano indicati come sceneggiati. Per avere un esempio di vera e propria serie TV bisognerà arrivare agli anni ottanta con Aeroporto internazionale.
La miniserie Il marchese di Roccaverdina è una trasposizione audiovisiva dell'omonima opera letteraria del noto scrittore e critico letterario Luigi Capuana. La miniserie vede alla regia Edmo Fenoglio e vanta un cast composto da Domenico Modugno, Marisa Belli, Achille Millo, Regina Bianchi, Pino Ferrara e Lina Polito.
La prima rete Rai, ai tempi di questa miniserie, era indicata come Nazionale.